# Calamaria schlegeli
Espèce
Synonymes
- Calamaria leucocephala Duméril, Bibron & Duméril, 1854
- Calamaria dumerili Bleeker, 1860
- Calamaria sinkawangensis Bleeker, 1860
- Calamaria cuvieri Jan, 1862
- Calamaria nigroalba Günther, 1864
- Calamaria martapurensis Edeling, 1865
- Calamaria iris Boettger, 1873
- Keiometopon booliati Taylor, 1962

Statut de conservation UICN

 LC  : Préoccupation mineure
Calamaria schlegeli  est une espèce de serpents de la famille des Colubridae.

## Répartition
Cette espèce se rencontre :
- en Thaïlande ;
- en Malaisie ;
- à Singapour ;
- à Sumatra, à Bangka, à Belitung, au Kalimantan, à Java et à Bali en Indonésie.

## Liste des sous-espèces
Selon The Reptile Database (13 février 2014) :
- Calamaria schlegeli cuvieri Jan, 1862
- Calamaria schlegeli schlegeli Duméril, Bibron & Duméril, 1854

## Étymologie
Cette espèce est nommée en l'honneur de Hermann Schlegel.

## Publications originales
- Duméril, Bibron & Duméril, 1854 : Erpétologie générale ou histoire naturelle complète des reptiles. Tome septième. Première partie, p. 1-780 (texte intégral).
- Jan, 1862 : Enumerazione sistematico delle specie d'ofidi del gruppo Calamaridae. Archivio per la zoologia, l'anatomia e la fisiologia, vol. 2, p. 1-76 (texte intégral).